# Dalbavancin
Dalbavancin (Handelsname Xydalba; Pharmazeutischer Unternehmer Allergan Pharmaceuticals International Ltd; Hersteller Almac Pharma Services) ist ein Antibiotikum aus der Gruppe der Glykopeptid-Antibiotika, das als Arzneimittel in der Behandlung von akuten bakteriellen Haut- und Weichgewebeinfektionen bei Erwachsenen eingesetzt wird.

## Klinische Angaben

### Anwendungsgebiete
Dalbavancin ist ein Antibiotikum, das bei Erwachsenen zur Behandlung akuter bakterieller Infektionen der Haut und von Hautstrukturen (Gewebe unter der Haut), wie etwa Zellulitis (Entzündung des Unterhautgewebes), Hautabszesse und Wundinfektionen, angewendet wird.

### Art und Dauer der Anwendung
Dalbavancin wird als einmalige Dosis oder in zwei Dosen im Abstand von einer Woche intravenös als Infusionslösung verabreicht.

### Unerwünschte Wirkungen
Die wichtigsten Nebenwirkungen  sind Resistenzentwicklung, Pseudomembranöse Colitis und Überempfindlichkeitsreaktionen.
Die häufigsten Nebenwirkungen (können 1 bis 3 von 100 Personen betreffen) sind Übelkeit, Durchfall und Kopfschmerzen.

## Pharmakologische Eigenschaften

### Wirkungsmechanismus
Dalbavancin ist ein bakterizides Lipoglykopeptid-Antibiotikum. Es wirkt, indem es bestimmte Bakterien abtötet, die schwere Infektionen verursachen können. Es tötet diese Bakterien ab, indem es die Bildung der Bakterienzellwände stört.

## Herstellung und Zusammensetzung
Dalbavancin ist ein semisynthetisches cyclisches Lipoglykopeptid. Die Herstellung erfolgt durch Fermentation mit Nonomuraea-Bakterien und nachfolgender chemischer Modifikation.
Dalbavancin ist ein Gemisch von fünf eng verwandten Homologen aus zwei Strukturfamilien, Dalbavancin A und Dalbavancin B.
Sie unterscheiden sich vor allem durch verschiedene Fettsäureseitenketten und eine Methylgruppe am Amino-Terminus.
| Grundstruktur von Dalbavancin |                                                              |                                  |
| Homolog                       | Fettsäureseitenkette der N-Acylaminoglucuronsäure-Einheit R1 | Substituent am Amino-Terminus R2 |
| A0                            | –CH(CH3)2                                                    | –H                               |
| A1                            | –CH2CH2CH3                                                   | –H                               |
| B0                            | –CH2CH(CH3)2                                                 | –H                               |
| B1                            | –CH2CH2CH2CH3                                                | –H                               |
| B2                            | –CH2CH(CH3)2                                                 | –CH3                             |

## Sonstige Informationen
Am 19. Februar 2015 erteilte die Europäische Kommission eine Zulassung für das Inverkehrbringen von Xydalba in der gesamten Europäischen Union.
Angesichts des Bedarfs an neuen Antibiotika gegen multiresistente Bakterien schlussfolgerte die Europäische Arzneimittel-Agentur, dass Dalbavancin eine wertvolle alternative Behandlungsoption darstellen könnte. Das Sicherheitsprofil ist vergleichbar mit dem anderer Antibiotika der Klasse der Glykopeptide. Nebenwirkungen auf das Gehör und die Nierenfunktionen, die für Glykopeptide typisch sind, wurden bei den vorgeschlagenen Therapieschemata in den klinischen Prüfungen nicht beobachtet.

## Handelsnamen
- Monopräparat: Xydalba